# Битка за Велику Кладушу (1993)
Битка за Велику Кладушу била је једна од првих битака у међубосанском муслиманском рату. Циљ 5. корпуса био је укидање Западне Босне, која је успостављена неколико недеља пре битке за Велику Кладушу. Напад није успео и Западна Босна је била трн у оку 5. корпусу све до операције Олуја.

## Позадина
Фикрет Абдић је 1990. године био побједник народних избора за прецедника Босне, али се предао Алији Изетбеговићу према неоткривеном споразуму.
Године 1993. према ријечима новинара Ентонија Лојда, Абдић је одлучио да покуша да себи створи малу државу и успио је регрутовати довољно сљедбеника да своје снове оствари. Абдић је могао да задржи власт над својом мини-државом. 5. корпус је био строго против Абдићеве идеје и спремао се да укине АПЗБ и уништи НОЗБ.

## Ток напада
Рано 18. октобра 1993. године ујутро колона 5. корпуса под командом Рамиза Дрековића кренула је према Великој Кладуши са задатком да елиминише АПЗБ као војна пријетња. Мотивација за напад 5. корпуса била је још већа јер АПЗБ није била у савезу са Србима. Када се 5. корпус приближио Великој Кладуши, почео је гранатирати град. Војници АРБиХ покушали су да продру у град, али их је НОЗБ у томе спријечила. Аутономаши су зауставили офанзиву 5. корпуса. И кренули су у контраофанзиву, када је 5. корпус дошао у ту ситуацију они су се повукли. Након тога, Фикрет је желео савез са Србима који ће наоружати НОЗБ и помоћи АПЗБ да опстане.

## Последице
Важан догађај догодио се 22. октобра 1993. године када су се састали Фикрет Абдић, Радован Караџић и Слободан Милошевић, на којем су донете одлуке о међусобној сарадњи, што је показало велику посвећеност нормалним односима и миру између муслиманске стране Фикрета Абдића и српске стране.